# O RLY?

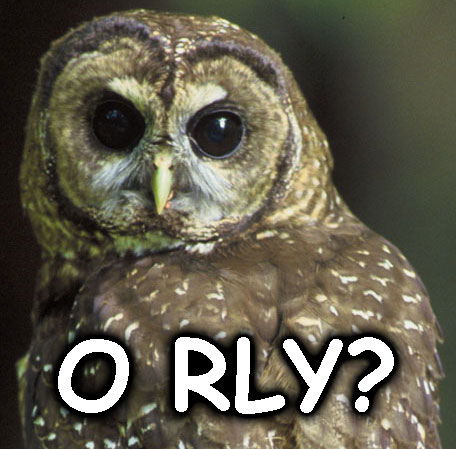
Одна з варіацій фотографій сови

O RLY?, ератив від oh, really?  (з англ. — «та невже?» або «що, правда?») — популярний інтернет-мем, що виник в англомовному Інтернеті в 2003 році. У першооснові має вигляд фотознімка голови білої сови з написом «O RLY?» у нижній частині шрифтом Kabel Black. Спочатку поширився в англомовному іміджборді 4chan японського контент-провайдера Futaba channel.

## Історія
Оригінальну фотографію фотограф Джон Вайт (John White) розмістив у присвяченій тваринам Usenet-конференції alt.binaries.pictures.animals 17 лютого 2001 року.
У 2003 році вона була знайдена і піддана учасниками 4chan «фотожабі» — популярній розвазі на форумах і блогах, після чого варіант O RLY? став часто використовуватися в розмовах і перейшов на інші сайти. Були придумані продовження NO WAI!!! («No way», «ні за що», «не може бути») і YA RLY («Yeah, really», «ага, чесно»).
Діалоги з використанням цих конструкцій були численними, зображення, слогани і концепція широко використовувалися для створення різноманітних переробок, що є характерною ознакою інтернет-мема.